# Jean-Philippe Ludon
Jean-Philippe Ludon, né le 14 août 1983 à Fort-de-France en Martinique, est un joueur français de basket-ball. Il évolue au poste d'ailier fort.

## Clubs successifs
- 2001-2004 :  Strasbourg (Pro A)
- 2004-2005 :  GET Vosges (Pro B)
- 2005-2006 :  Poissy (NM1)
- 2006-2007 :  Vichy (Pro B)
- 2007-2008 :  Aix Maurienne (Pro B)
- 2008-2012 :  Le Portel (Pro B)
- 2012-2014 :  Cognac (NM1)

## Palmarès
- Champion de France Pro B en 2007 avec Vichy.